# Olympische Winterspiele 2018/Teilnehmer (Japan)
| Gelbes Symbol für Goldmedaillen mit stilisierten Olympischen Ringen | Graues Symbol für Silbermedaillen mit stilisierten Olympischen Ringen | Braundes Symbol für Bronzemedaillen mit stilisierten Olympischen Ringen |
| ------------------------------------------------------------------- | --------------------------------------------------------------------- | ----------------------------------------------------------------------- |
| 4                                                                   | 5                                                                     | 4                                                                       |

Japan nahm an den Olympischen Winterspielen 2018 mit 124 Athleten in 13 Disziplinen teil, davon 52 Männer und 72 Frauen. Fahnenträger bei der Eröffnungsfeier war Noriaki Kasai.
Mit vier Gold-, fünf Silber und vier Bronzemedaillen war Japan die elfterfolgreichste Nation bei den Spielen. Sechs der insgesamt 13 Medaillen, darunter drei der vier Goldmedaillen, gewann Japan im Eisschnelllauf. Der Shorttracker Kei Saitō wurde bei einer Dopingkontrolle außerhalb des Wettkampfes positiv auf die verbotene Substanz Acetazolamid getestet und daraufhin von den Olympischen Winterspielen 2018 ausgeschlossen.

## Medaillen

### Medaillenspiegel
| Rang   | Sportart              | G | S | B | Gesamt |
| ------ | --------------------- | - | - | - | ------ |
| 1      | Eisschnelllauf        | 3 | 2 | 1 | 6      |
| 2      | Eiskunstlauf          | 1 | 1 | — | 2      |
| 3      | Nordische Kombination | — | 1 | — | 1      |
| 3      | Snowboard             | — | 1 | — | 1      |
| 5      | Curling               | — | — | 1 | 1      |
| 5      | Freestyle-Skiing      | — | — | 1 | 1      |
| 5      | Skispringen           | — | — | 1 | 1      |
| Gesamt | Gesamt                | 4 | 5 | 4 | 13     |

### Medaillengewinner
| Athleten                                                                   | Sportart              | Wettkampf                     |
| -------------------------------------------------------------------------- | --------------------- | ----------------------------- |
| Gold                                                                       |                       |                               |
| Yuzuru Hanyū                                                               | Eiskunstlauf          | Einzel                        |
| Nao Kodaira                                                                | Eisschnelllauf        | 500 m                         |
| Ayano Satō Miho Takagi Nana Takagi Ayaka Kikuchi                           | Eisschnelllauf        | Teamverfolgung                |
| Nana Takagi                                                                | Eisschnelllauf        | Massenstart                   |
| Silber                                                                     |                       |                               |
| Miho Takagi                                                                | Eisschnelllauf        | 1500 m                        |
| Ayumu Hirano                                                               | Snowboard             | Halfpipe                      |
| Akito Watabe                                                               | Nordische Kombination | Gundersen Normalschanze/10 km |
| Nao Kodaira                                                                | Eisschnelllauf        | 1000 m                        |
| Shōma Uno                                                                  | Eiskunstlauf          | Einzel                        |
| Bronze                                                                     |                       |                               |
| Daichi Hara                                                                | Freestyle-Skiing      | Buckelpiste                   |
| Sara Takanashi                                                             | Skispringen           | Einzel Normalschanze          |
| Miho Takagi                                                                | Eisschnelllauf        | 1000 m                        |
| Satsuki Fujisawa Chinami Yoshida Yūmi Suzuki Yurika Yoshida Mari Motohashi | Curling               | Frauen                        |

## Teilnehmer nach Sportarten

### Biathlon
| Athleten                                                  | Wettbewerbe      | Zeit        | Fehler        | Rang |
| --------------------------------------------------------- | ---------------- | ----------- | ------------- | ---- |
| Männer                                                    |                  |             |               |      |
| Mikito Tachizaki                                          | 10 km Sprint     | 27:27,1 min | 3 (0+3)       | 84   |
| Mikito Tachizaki                                          | 20 km Einzel     | 54:11,5 min | 3 (0+1+2+0)   | 64   |
| Frauen                                                    |                  |             |               |      |
| Sari Furuya                                               | 7,5 km Sprint    | 23:21,5 min | 2 (1+1)       | 49   |
| Sari Furuya                                               | 10 km Verfolgung | 37:02,1 min | 5 (2+1+1+1)   | 54   |
| Sari Furuya                                               | 15 km Einzel     | 53:11,0 min | 9 (2+2+3+2)   | 85   |
| Asuka Hachisuka                                           | 15 km Einzel     | 50:30,2 min | 4 (1+1+1+1)   | 81   |
| Rina Mitsuhashi                                           | 7,5 km Sprint    | 25:53,1 min | 5 (3+2)       | 85   |
| Fuyuko Tachizaki                                          | 7,5 km Sprint    | 23:19,7 min | 1 (0+1)       | 42   |
| Fuyuko Tachizaki                                          | 10 km Verfolgung | 37:07,9 min | 7 (2+0+2+3)   | 56   |
| Fuyuko Tachizaki                                          | 15 km Einzel     | 50:06,9 min | 7 (3+1+2+1)   | 76   |
| Yurie Tanaka                                              | 7,5 km Sprint    | 24:21,6 min | 2 (1+1)       | 68   |
| Yurie Tanaka                                              | 15 km Einzel     | 50:28,0 min | 5 (2+2+0+1)   | 80   |
| Fuyuko Tachizaki Sari Furuya Rina Mitsuhashi Yurie Tanaka | 4 × 6 km Staffel | 1:15:47,7 h | 2+9 (0+2 2+7) | 17   |

### Curling
| Wettbewerb      | Frauen | Männer |
| --------------- | --- | --- |
| Athleten        | Satsuki Fujisawa Chinami Yoshida Yūmi Suzuki Yurika Yoshida Mari Motohashi                                                                               | Yūsuke Morozumi Tetsurō Shimizu Tsuyoshi Yamaguchi Kōsuke Morozumi Kohsuke Hirata                                                  |
| Vorrunde        | Vereinigte Staaten 10:5 Dänemark 8:5 Südkorea 7:5 China 6:7 Olympische Athleten aus Russland 10:5 Kanada 3:8 Schweden 5:4 Großbritannien 6:8 Schweiz 4:8 | Norwegen 6:4 Großbritannien 5:6 Schweiz 5:6 Italien 6:5 Vereinigte Staaten 8:2 Schweden 4:11 Kanada 4:8 Dänemark 6:4 Südkorea 4:10 |
| Halbfinale      | Südkorea 7:8 | ausgeschieden |
| Finale          | ausgeschieden | ausgeschieden |
| Spiel um Bronze | Großbritannien 5:3 | ausgeschieden |
| Platzierung     | Bronze | 8. Platz |

### Eishockey
| Wettbewerb        | Frauen |
| ----------------- | --- |
| Athleten          | Yurie Adachi Moeko Fujimoto Nana Fujimoto Mika Hori Akane Hosoyamada Tomomi Iwahara Shiori Koike Mai Kondō Akane Konishi Hanae Kubo Ami Nakamura Shōko Ono Chiho Ōsawa Aoi Shiga Miho Shishiuchi Sena Suzuki Suzuka Taka Aina Takeuchi Naho Terashima Ayaka Toko Haruka Toko Rui Ukita Haruna Yoneyama |
| Vorrunde          | Schweden 1:2 (0:1, 1:0, 0:1) Schweiz 1:3 (0:0, 0:2, 1:1) Korea 4:1 (2:0, 0:1, 2:0) |
| Platzierungsrunde | Schweden 2:1 n. V. (0:0, 1:1, 0:0, 1:0) |
| Spiel um Platz 5  | Schweiz 0:1 (0:1, 0:0, 0:0) |
| Platzierung       | 6. Platz |

### Eiskunstlauf
| Athleten | Wettbewerbe | Kurzprogramm/-tanz | Kurzprogramm/-tanz | Kür/Kürtanz   | Kür/Kürtanz   | Gesamt | Gesamt |
| Athleten | Wettbewerbe | Punkte             | Rang               | Punkte        | Rang          | Punkte | Rang   |
| --- | ----------- | ------------------ | ------------------ | ------------- | ------------- | ------ | ------ |
| Männer |             |                    |                    |               |               |        |        |
| Yuzuru Hanyū                                                                                                 | Einzel      | 111,68             | 1                  | 206,17        | 2             | 317,85 | Gold   |
| Keiji Tanaka                                                                                                 | Einzel      | 80,05              | 20                 | 164,78        | 15            | 244,83 | 18     |
| Shōma Uno | Einzel      | 104,17             | 3                  | 202,73        | 3             | 306,90 | Silber |
| Frauen |             |                    |                    |               |               |        |        |
| Satoko Miyahara                                                                                              | Einzel      | 75,94              | 4                  | 146,44        | 4             | 222,38 | 4      |
| Kaori Sakamoto                                                                                               | Einzel      | 73,18              | 5                  | 136,53        | 6             | 209,71 | 6      |
| Mixed |             |                    |                    |               |               |        |        |
| Miu Suzaki Ryūichi Kihara                                                                                    | Paarlauf    | 57,74              | 21                 | ausgeschieden | ausgeschieden | 57,74  | 21     |
| Kana Muramoto Chris Reed                                                                                     | Eistanz     | 63,41              | 15                 | 97,22         | 13            | 160,63 | 15     |
| Shōma Uno Keiji Tanaka Satoko Miyahara Kaori Sakamoto Miu Suzaki & Ryūichi Kihara Kana Muramoto & Chris Reed | Mannschaft  | 26                 | 5                  | 24            | 5             | 50     | 5      |

### Eisschnelllauf
| Athleten         | Wettbewerbe | Zeit         | Rang   |
| ---------------- | ----------- | ------------ | ------ |
| Männer           |             |              |        |
| Jōji Katō        | 500 m       | 34,831 s     | 6      |
| Tsubasa Hasegawa | 500 m       | 35,80 s      | 14     |
| Tsubasa Hasegawa | 1000 m      | 1:09,83 min  | 20     |
| Daichi Yamanaka  | 500 m       | 34,78 s      | 5      |
| Daichi Yamanaka  | 1000 m      | 1:10,027 min | 24     |
| Takurō Oda       | 1000 m      | 1:08,568 min | 5      |
| Takurō Oda       | 1500 m      | 1:45,44 min  | 5      |
| Seitaro Ichinohe | 5000 m      | 6:16,55 min  | 9      |
| Shōta Nakamura   | 1500 m      | 1:47,38 min  | 24     |
| Shane Williamson | 1500 m      | 1:46,21 min  | 10     |
| Ryōsuke Tsuchiya | 5000 m      | 6:22,45 min  | 16     |
| Ryōsuke Tsuchiya | 10.000 m    | 13:10,31 min | 10     |
| Frauen           |             |              |        |
| Erina Kamiya     | 500 m       | 38,255 s     | 13     |
| Arisa Gō         | 500 m       | 37,67 s      | 8      |
| Arisa Gō         | 1000 m      | 1:15,84 min  | 13     |
| Nao Kodaira      | 500 m       | 36,94 s (OR) | Gold   |
| Nao Kodaira      | 1000 m      | 1:13,82 min  | Silber |
| Nao Kodaira      | 1500 m      | 1:56,11 min  | 6      |
| Ayaka Kikuchi    | 1500 m      | 1:58,92 min  | 16     |
| Ayaka Kikuchi    | 3000 m      | 4:13,25 min  | 19     |
| Miho Takagi      | 1000 m      | 1:13,98 min  | Bronze |
| Miho Takagi      | 1500 m      | 1:54,55 min  | Silber |
| Miho Takagi      | 3000 m      | 4:01,35 min  | 5      |
| Misaki Oshigiri  | 5000 m      | 7:07,71 min  | 9      |
| Ayano Satō       | 3000 m      | 4:04,35 min  | 8      |
| Nana Takagi      | 5000 m      | 7:17,45 min  | 12     |

| Athleten         | Wettbewerbe | Halbfinale | Halbfinale | Finale        | Finale        | Rang |
| Athleten         | Wettbewerbe | Punkte     | Rang       | Punkte        | Rang          | Rang |
| ---------------- | ----------- | ---------- | ---------- | ------------- | ------------- | ---- |
| Männer           |             |            |            |               |               |      |
| Ryōsuke Tsuchiya | Massenstart | 0          | 11         | ausgeschieden | ausgeschieden | 21   |
| Shane Williamson | Massenstart | 20         | 3          | 0             | 11            | 11   |
| Frauen           |             |            |            |               |               |      |
| Ayano Satō       | Massenstart | 0          | 12         | ausgeschieden | ausgeschieden | 24   |
| Nana Takagi      | Massenstart | 5          | 5          | 60            | 1             | Gold |

| Athleten                                                          | Wettbewerbe    | Viertelfinale | Viertelfinale | Halbfinale    | Halbfinale    | Finale      | Finale           | Rang |
| Athleten                                                          | Wettbewerbe    | Gegner        | Zeit          | Gegner        | Zeit          | Gegner      | Zeit             | Rang |
| ----------------------------------------------------------------- | -------------- | ------------- | ------------- | ------------- | ------------- | ----------- | ---------------- | ---- |
| Männer                                                            |                |               |               |               |               |             |                  |      |
| Seitaro Ichinohe Shōta Nakamura Ryōsuke Tsuchiya Shane Williamson | Teamverfolgung | Kanada        | 3:41,62 min   | ausgeschieden | ausgeschieden | Italien     | 3:41,62 min      | 5    |
| Frauen                                                            |                |               |               |               |               |             |                  |      |
| Miho Takagi Ayaka Kikuchi Ayano Satō Nana Takagi                  | Teamverfolgung | China         | 2:56,09 min   | Kanada        | 2:58,94 min   | Niederlande | 2:53,89 min (OR) | Gold |

### Freestyle-Skiing
| Athleten        | Wettbewerbe | Qualifikation | Qualifikation | Finale        | Finale        | Rang   |
| Athleten        | Wettbewerbe | Punkte        | Rang          | Punkte        | Rang          | Rang   |
| --------------- | ----------- | ------------- | ------------- | ------------- | ------------- | ------ |
| Männer          |             |               |               |               |               |        |
| Naoya Tabara    | Aerials     | 103,98        | 13            | ausgeschieden | ausgeschieden | 19     |
| Shō Endō        | Buckelpiste | 75,73         | 7             | DNF           | DNF           | 10     |
| Daichi Hara     | Buckelpiste | 80,01         | 6             | 82,19         | 3             | Bronze |
| Ikuma Horishima | Buckelpiste | 80,35         | 5             | DNF           | DNF           | 11     |
| Nobuyuki Nishi  | Buckelpiste | 75,17         | 9             | 46,04         | 19            | 19     |
| Taisei Yamamoto | Slopestyle  | 70,40         | 20            | ausgeschieden | ausgeschieden | 20     |
| Frauen          |             |               |               |               |               |        |
| Arisa Murata    | Buckelpiste | 74,13         | 9             | 70,77         | 18            | 18     |
| Ayana Onozuka   | Halfpipe    | 84,80         | 5             | 82,20         | 5             | 5      |
| Saori Suzuki    | Halfpipe    | 71,80         | 14            | ausgeschieden | ausgeschieden | 14     |
| Yurie Watabe    | Halfpipe    | 56,60         | 21            | ausgeschieden | ausgeschieden | 22     |

| Athleten      | Wettbewerbe | Qualifikation | Qualifikation | Achtelfinale | Viertelfinale | Halbfinale    | Finale        | Finale        | Rang |
| Athleten      | Wettbewerbe | Zeit          | Rang          | Rang         | Rang          | Rang          | Position      | Rang          | Rang |
| ------------- | ----------- | ------------- | ------------- | ------------ | ------------- | ------------- | ------------- | ------------- | ---- |
| Frauen        |             |               |               |              |               |               |               |               |      |
| Reina Umehara | Skicross    | 1:17,81 min   | 21            | 3            | ausgeschieden | ausgeschieden | ausgeschieden | ausgeschieden | 22   |

### Nordische Kombination
Takehiro Watanabe war als Ersatzathlet nominiert, er kam nicht zum Einsatz.
| Athleten                                              | Wettbewerb                        | Skispringen | Skispringen | Skispringen | Langlauf    | Langlauf | Rang   |
| Athleten                                              | Wettbewerb                        | Weite       | Punkte      | Rang        | Zeit        | Rang     | Rang   |
| ----------------------------------------------------- | --------------------------------- | ----------- | ----------- | ----------- | ----------- | -------- | ------ |
| Männer                                                |                                   |             |             |             |             |          |        |
| Hideaki Nagai                                         | Gundersen-Wettkampf Normalschanze | 101,0 m     | 104,2       | 14          | 26:30,5 min | 14       | 14     |
| Hideaki Nagai                                         | Gundersen-Wettkampf Großschanze   | 134,0 m     | 121,0       | 13          | 25:20,2 min | 12       | 12     |
| Akito Watabe                                          | Gundersen-Wettkampf Normalschanze | 105,5 m     | 123,7       | 3           | 24:56,2 min | 2        | Silber |
| Akito Watabe                                          | Gundersen-Wettkampf Großschanze   | 134,0 m     | 138,9       | 1           | 24:05,0 min | 5        | 5      |
| Yoshito Watabe                                        | Gundersen-Wettkampf Normalschanze | 104,0 m     | 114,3       | 8           | 26:16,2 min | 12       | 12     |
| Yoshito Watabe                                        | Gundersen-Wettkampf Großschanze   | 121,0 m     | 100,6       | 20          | 26:07,9 min | 20       | 20     |
| Gō Yamamoto                                           | Gundersen-Wettkampf Normalschanze | 97,5 m      | 104,0       | 15          | 27:57,1 min | 33       | 33     |
| Gō Yamamoto                                           | Gundersen-Wettkampf Großschanze   | 127,5 m     | 124,5       | 8           | 25:32,2 min | 16       | 16     |
| Hideaki Nagai Go Yamamoto Yoshito Watabe Akito Watabe | Teamwettkampf                     | 525,0 m     | 455,3       | 3           | 47:59,6 min | 7        | 4      |

### Shorttrack
| Athlet                                                             | Wettbewerb     | Vorlauf                       | Vorlauf                       | Viertelfinale                 | Viertelfinale                 | Halbfinale                    | Halbfinale                    | Finale A/B                    | Finale A/B                    | Rang                          |
| Athlet                                                             | Wettbewerb     | Zeit                          | Rang                          | Zeit                          | Rang                          | Zeit                          | Rang                          | Zeit                          | Rang                          | Rang                          |
| ------------------------------------------------------------------ | -------------- | ----------------------------- | ----------------------------- | ----------------------------- | ----------------------------- | ----------------------------- | ----------------------------- | ----------------------------- | ----------------------------- | ----------------------------- |
| Männer                                                             |                |                               |                               |                               |                               |                               |                               |                               |                               |                               |
| Kei Saitō                                                          | 500 m          | wegen Dopings disqualifiziert | wegen Dopings disqualifiziert | wegen Dopings disqualifiziert | wegen Dopings disqualifiziert | wegen Dopings disqualifiziert | wegen Dopings disqualifiziert | wegen Dopings disqualifiziert | wegen Dopings disqualifiziert | wegen Dopings disqualifiziert |
| Ryōsuke Sakazume                                                   | 500 m          | 40,658 s                      | 2                             | 40,563 s                      | 2                             | 40,434 s                      | 4                             | B-Finale 40,985 s             | 4                             | 8                             |
| Ryōsuke Sakazume                                                   | 1000 m         | DNF                           | 3                             | 1:24,099 min                  | 2                             | 1:24,317 min                  | 3                             | B-Finale 1:27,522 min         | 1                             | 5                             |
| Keita Watanabe                                                     | 500 m          | 41,678 s                      | 2                             | 41,354 s                      | 4                             | ausgeschieden                 | ausgeschieden                 | ausgeschieden                 | ausgeschieden                 | ausgeschieden                 |
| Keita Watanabe                                                     | 1000 m         | 1:24,078 min                  | 3                             | ausgeschieden                 | ausgeschieden                 | ausgeschieden                 | ausgeschieden                 | ausgeschieden                 | ausgeschieden                 | 21                            |
| Keita Watanabe                                                     | 1500 m         | 2:19,205 min                  | 4                             | −                             | −                             | ausgeschieden                 | ausgeschieden                 | ausgeschieden                 | ausgeschieden                 | 26                            |
| Hiroki Yokoyama                                                    | 1500 m         | 2:13,323 min                  | 4                             | −                             | −                             | ausgeschieden                 | ausgeschieden                 | ausgeschieden                 | ausgeschieden                 | 23                            |
| Kazuki Yoshinaga                                                   | 1000 m         | 1:24,030 min                  | 2                             | 1:24649 min                   | 4                             | ausgeschieden                 | ausgeschieden                 | ausgeschieden                 | ausgeschieden                 | 13                            |
| Kazuki Yoshinaga                                                   | 1500 m         | DSQ                           | DSQ                           | −                             | −                             | ausgeschieden                 | ausgeschieden                 | ausgeschieden                 | ausgeschieden                 | ausgeschieden                 |
| Ryōsuke Sakazume Keita Watanabe Hiroki Yokoyama Kazuki Yoshinaga   | 5000-m-Staffel | −                             | −                             | −                             | −                             | 6:42,655 min                  | 4                             | B-Finale 7:02,554 min         | 3                             | 7                             |
| Frauen                                                             |                |                               |                               |                               |                               |                               |                               |                               |                               |                               |
| Shione Kaminaga                                                    | 1500 m         | 2:28,719 min                  | 6                             | −                             | −                             | ausgeschieden                 | ausgeschieden                 | ausgeschieden                 | ausgeschieden                 | 30                            |
| Sumire Kikuchi                                                     | 500 m          | 44,838 s                      | 4                             | ausgeschieden                 | ausgeschieden                 | ausgeschieden                 | ausgeschieden                 | ausgeschieden                 | ausgeschieden                 | 29                            |
| Sumire Kikuchi                                                     | 1000 m         | 1:30,970 min                  | 3                             | ausgeschieden                 | ausgeschieden                 | ausgeschieden                 | ausgeschieden                 | ausgeschieden                 | ausgeschieden                 | ausgeschieden                 |
| Sumire Kikuchi                                                     | 1500 m         | 2:29,665 min                  | 3                             | −                             | −                             | 2:34,526 min                  | 3                             | B-Finale 2:54,450 min         | 4                             | 11                            |
| Yuki Kikuchi                                                       | 1500 m         | DSQ                           | DSQ                           | −                             | −                             | ausgeschieden                 | ausgeschieden                 | ausgeschieden                 | ausgeschieden                 | ausgeschieden                 |
| Hitomi Saito                                                       | 1000 m         | 1:32,457 min                  | 2                             | 1:30,804 min                  | 4                             | ausgeschieden                 | ausgeschieden                 | ausgeschieden                 | ausgeschieden                 | ausgeschieden                 |
| Ayuko Itō Sumire Kikuchi Yuki Kikuchi Hitomi Saito Shione Kaminaga | 3000-m-Staffel | −                             | −                             | −                             | −                             | 4:12,664 min                  | 4                             | B-Finale 4:13,072 min         | 4                             | 6                             |

### Skeleton
| Athlet             | Lauf 1  | Lauf 1 | Lauf 2  | Lauf 2 | Lauf 3  | Lauf 3 | Lauf 4        | Lauf 4        | Gesamt      | Gesamt |
| Athlet             | Zeit    | Rang   | Zeit    | Rang   | Zeit    | Rang   | Zeit          | Rang          | Zeit        | Rang   |
| ------------------ | ------- | ------ | ------- | ------ | ------- | ------ | ------------- | ------------- | ----------- | ------ |
| Männer             |         |        |         |        |         |        |               |               |             |        |
| Katsuyuki Miyajima | 51,63 s | 20     | 52,15 s | 27     | 51,80 s | 24     | ausgeschieden | ausgeschieden | 2:35,58 min | 26     |
| Hiroatsu Takahashi | 52,00 s | 27     | 51,50 s | 21     | 51,19 s | 16     | ausgeschieden | ausgeschieden | 2:34,69 min | 22     |
| Frauen             |         |        |         |        |         |        |               |               |             |        |
| Takako Oguchi      | 53,82 s | 19     | 53,41 s | 18     | 53,62 s | 19     | 53,11 s       | 18            | 3:33,96 min | 19     |

### Ski Alpin
| Athleten        | Wettbewerbe  | 1. Lauf     | 2. Lauf       | Gesamt        | Gesamt        |
| Athleten        | Wettbewerbe  | Zeit        | Zeit          | Zeit          | Rang          |
| --------------- | ------------ | ----------- | ------------- | ------------- | ------------- |
| Frauen          |              |             |               |               |               |
| Asa Andō        | Slalom       | DNF         | ausgeschieden | ausgeschieden | ausgeschieden |
| Haruna Ishikawa | Riesenslalom | 1:16,49 min | 1:12,50 min   | 2:28,99 min   | 33            |
| Männer          |              |             |               |               |               |
| Tomoya Ishii    | Riesenslalom | 1:12,43 min | 1:12,35 min   | 2:24,78 min   | 30            |
| Naoki Yuasa     | Slalom       | 52,89 s     | DNF           | ausgeschieden | ausgeschieden |

### Skilanglauf
| Athleten        | Wettbewerbe     | Zeit        | Rang |
| --------------- | --------------- | ----------- | ---- |
| Männer          |                 |             |      |
| Keishin Yoshida | 15 km Freistil  | 34:59,1 min | 13   |
| Keishin Yoshida | 30 km Skiathlon | 1:18:23,0 h | 25   |
| Keishin Yoshida | 50 km klassisch | 2:17:21,9 h | 23   |
| Frauen          |                 |             |      |
| Masako Ishida   | 10 km Freistil  | 27:03,5 min | 18   |
| Masako Ishida   | 15 km Skiathlon | 42:04,1 min | 14   |
| Masako Ishida   | 30 km klassisch | 1:26:38,4 h | 10   |

### Skispringen
| Athleten                                              | Wettbewerbe            | Qualifikation | Qualifikation | Qualifikation | 1. Durchgang | 1. Durchgang | 1. Durchgang | 2. Durchgang  | 2. Durchgang  | 2. Durchgang  | Gesamt | Gesamt |
| Athleten                                              | Wettbewerbe            | Weite         | Punkte        | Rang          | Weite        | Punkte       | Rang         | Weite         | Punkte        | Rang          | Punkte | Rang   |
| ----------------------------------------------------- | ---------------------- | ------------- | ------------- | ------------- | ------------ | ------------ | ------------ | ------------- | ------------- | ------------- | ------ | ------ |
| Frauen                                                |                        |               |               |               |              |              |              |               |               |               |        |        |
| Yūki Itō                                              | Normalschanze          | −             | −             | −             | 94,0 m       | 105,1        | 9            | 93,0 m        | 98,8          | 10            | 203,9  | 9      |
| Kaori Iwabuchi                                        | Normalschanze          | −             | −             | −             | 93,5 m       | 98,2         | 11           | 89,0 m        | 90,1          | 13            | 188,3  | 12     |
| Yūka Setō                                             | Normalschanze          | −             | −             | −             | 93,0 m       | 90,3         | 15           | 89,0 m        | 81,7          | 24            | 172,0  | 17     |
| Sara Takanashi                                        | Normalschanze          | −             | −             | −             | 103,5 m      | 120,3        | 3            | 103,5 m       | 123,5         | 3             | 243,8  | Bronze |
| Männer                                                |                        |               |               |               |              |              |              |               |               |               |        |        |
| Daiki Itō                                             | Normalschanze          | 93,5 m        | 106,0         | 31            | 103,0 m      | 110,3        | 19           | 102,0 m       | 104,4         | 20            | 214,7  | 20     |
| Noriaki Kasai                                         | Normalschanze          | 98,0 m        | 117,7         | 20            | 104,5 m      | 113,9        | 16           | 99,0 m        | 99,4          | 26            | 213,3  | 21     |
| Noriaki Kasai                                         | Großschanze            | 122,5 m       | 104,2         | 22            | 121,0 m      | 107,9        | 33           | ausgeschieden | ausgeschieden | ausgeschieden | 107,9  | 33     |
| Junshirō Kobayashi                                    | Normalschanze          | 101,0 m       | 118,4         | 18            | 93,0 m       | 98,8         | 31           | ausgeschieden | ausgeschieden | ausgeschieden | 98,0   | 31     |
| Junshirō Kobayashi                                    | Großschanze            | 115,0 m       | 89,5          | 37            | 122,0 m      | 114,8        | 26           | 122,0 m       | 110,0         | 24            | 224,8  | 24     |
| Ryōyū Kobayashi                                       | Normalschanze          | 98,0 m        | 115,3         | 21            | 108,0 m      | 120,2        | 9            | 108,0 m       | 120,6         | 7             | 240,8  | 7      |
| Ryōyū Kobayashi                                       | Großschanze            | 143,5 m       | 127,6         | 3             | 135,5 m      | 134,0        | 7            | 128,0 m       | 124,0         | 15            | 258,0  | 10     |
| Taku Takeuchi                                         | Großschanze            | 120,5 m       | 98,5          | 27            | 124,0 m      | 114,1        | 27           | 125,5 m       | 120,1         | 19            | 234,2  | 22     |
| Taku Takeuchi Daiki Itō Noriaki Kasai Ryōyū Kobayashi | Großschanze Mannschaft | −             | −             | −             | 506,5 m      | 475,5        | 6            | 501,0 m       | 465,0         | 6             | 940,5  | 6      |

### Snowboard
| Athleten         | Wettbewerbe | Qualifikation | Qualifikation | Finale        | Finale        | Rang   |
| Athleten         | Wettbewerbe | Punkte        | Rang          | Punkte        | Rang          | Rang   |
| ---------------- | ----------- | ------------- | ------------- | ------------- | ------------- | ------ |
| Männer           |             |               |               |               |               |        |
| Hiroaki Kunitake | Big Air     | 37,25         | 17            | ausgeschieden | ausgeschieden | 33     |
| Hiroaki Kunitake | Slopestyle  | 43,16         | 14            | ausgeschieden | ausgeschieden | 26     |
| Yuri Okubo       | Big Air     | 84,25         | 9             | ausgeschieden | ausgeschieden | 18     |
| Yuri Okubo       | Slopestyle  | 75,05         | 8             | ausgeschieden | ausgeschieden | 14     |
| Taku Hiraoka     | Halfpipe    | 75,75         | 13            | ausgeschieden | ausgeschieden | 13     |
| Ayumu Hirano     | Halfpipe    | 95,25         | 3             | 95,25         | 2             | Silber |
| Raibu Katayama   | Halfpipe    | 90,75         | 5             | 87,00         | 7             | 7      |
| Yūto Totsuka     | Halfpipe    | 80,00         | 10            | 39,25         | 11            | 11     |
| Frauen           |             |               |               |               |               |        |
| Yuka Fujimori    | Big Air     | 94,25         | 2             | 122,75        | 7             | 7      |
| Yuka Fujimori    | Slopestyle  | ausgefallen   | ausgefallen   | 63,73         | 9             | 9      |
| Asami Hirono     | Big Air     | 37,75         | 24            | ausgeschieden | ausgeschieden | 24     |
| Asami Hirono     | Slopestyle  | ausgefallen   | ausgefallen   | 49,80         | 12            | 12     |
| Reira Iwabuchi   | Big Air     | 92,75         | 3             | 147,50        | 4             | 4      |
| Reira Iwabuchi   | Slopestyle  | ausgefallen   | ausgefallen   | 48,33         | 14            | 14     |
| Miyabi Onitsuka  | Big Air     | 86,50         | 7             | 119,00        | 8             | 8      |
| Miyabi Onitsuka  | Slopestyle  | ausgefallen   | ausgefallen   | 39,55         | 19            | 19     |
| Kurumi Imai      | Halfpipe    | 54,75         | 17            | ausgeschieden | ausgeschieden | 15     |
| Haruna Matsumoto | Halfpipe    | 84,25         | 3             | 70,00         | 6             | 6      |
| Hikaru Ōe        | Halfpipe    | 51,00         | 17            | ausgeschieden | ausgeschieden | 17     |
| Sena Tomita      | Halfpipe    | 66,75         | 7             | 65,25         | 8             | 8      |

| Athleten        | Wettbewerbe           | Qualifikation | Qualifikation | Achtelfinale  | Achtelfinale  | Viertelfinale | Viertelfinale | Halbfinale    | Halbfinale    | Finale/Platz 3 | Finale/Platz 3 | Rang |
| Athleten        | Wettbewerbe           | Gegner        | Zeit          | Gegner        | Zeit          | Gegner        | Zeit          | Gegner        | Zeit          | Gegner         | Zeit           | Rang |
| --------------- | --------------------- | ------------- | ------------- | ------------- | ------------- | ------------- | ------------- | ------------- | ------------- | -------------- | -------------- | ---- |
| Männer          |                       |               |               |               |               |               |               |               |               |                |                |      |
| Masaki Shiba    | Parallel-Riesenslalom | 1:26,91 min   | 27            | ausgeschieden | ausgeschieden | ausgeschieden | ausgeschieden | ausgeschieden | ausgeschieden | ausgeschieden  | ausgeschieden  | 27   |
| Frauen          |                       |               |               |               |               |               |               |               |               |                |                |      |
| Tomoka Takeuchi | Parallel-Riesenslalom | 1:32,86 min   | 6             | Dujmovits     | −0,17 s       | Jörg          | +0,62 s       | ausgeschieden | ausgeschieden | ausgeschieden  | ausgeschieden  | 12   |